# Бедийский собор

Бедийский собор в сентябре 2022 года перед реставрацией

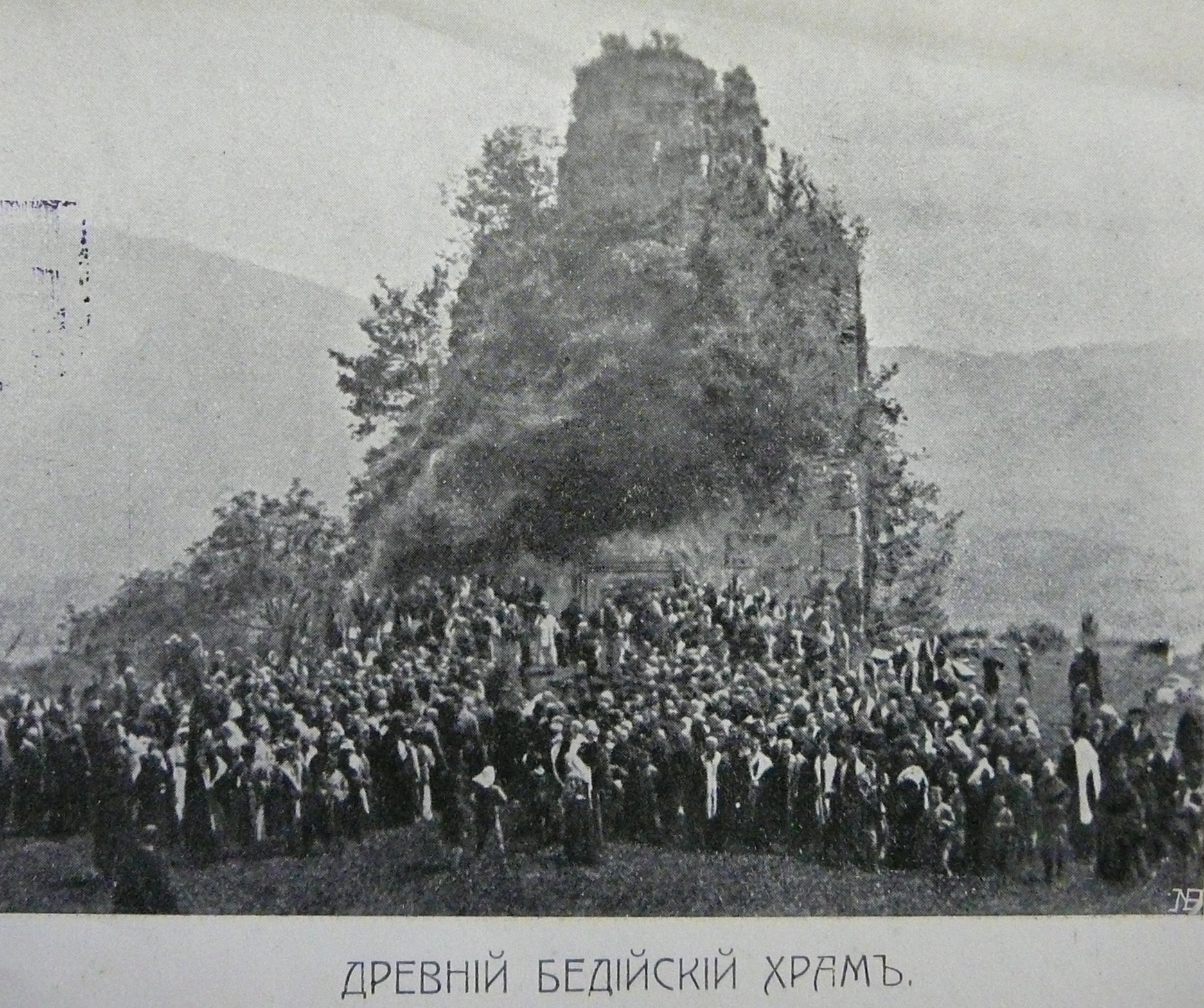
Бедийский собор (храм) — из брошюры «О Бедийском Храме» (Сухуми 1912—1913)

Беди́йский собо́р (груз. ბედიის მონასტერი) — средневековый православный храм в Абхазии, в Ткуарчалском районе частично признанной Республики Абхазия, согласно административному делению Грузии — в Очамчирском муниципалитете Абхазской Автономной Республики, в селе Агубедиа, один из наиболее значимых примеров грузинской архитектуры X века.

## История
Собор был основан в 999 году грузинским царём Багратом III в честь Влахернской иконы Божьей Матери. В храме находится его усыпальница. Постройка Баграта сохранилась на уровне фундаментов и была частично обследована археологами. В XIII веке Бедийский собор возведен целиком заново, в этом виде он дошел до наших дней практически без переделок. Храм XIII века - купольный (ныне купол с барабаном обрушены). В кладке нового собора использованы резные блоки от предшествующей постройки Баграта III (напр. тимпанные блоки над входами в жертвенник и южный придел). Новый собор имеет ряд элементов, типичных для грузинского зодчества X-XIII вв. (форма алтарной части, фасадная резьба,так называемые "ложные хоры" и т.д.).. Из ближайших аналогий можно указать храмы в Зарзма и Сапара, Стены сложены из тёсаного камня в панцирно-бутовой технике, типичной для Закавказья. Фасады имеют резные детали (порталы, наличники окон, карнизы), часть резных блоков лежит на земле или перенесены во внутрь храма.
Интерьер храма был расписан. Стилистически сохранившиеся фрагменты (святители в алтаре, изображения святых и ктиторов в наосе, в том числе известные лишь по фотографиям и копиям Троица и портрет Баграта III), а также палеография грузинских подписей характерны для XIV века. Росписи не публиковались.
В XVII веке церковные службы в храме прекратились, возобновлены в XIX веке.
В изданной в 1912—1913 годах в Сухуме брошюре «О Бедийском Храме» (составитель — О. Ермолаева) сообщалось, в частности:
Когда именно начался упадок великолепной Бедии и почему Бедийский храм был оставлен — в точности неизвестно. Однако самый храм, несомненно, долго оставался неприкосновенным, потому что в начале XIX века оказалось возможным возобновить в нём богослужение; это было в 1816 году; сколько времени продолжалось это его возрождение — тоже достоверно сказать нельзя, но, значит, прекрасный храм Бедийский тогда ещё был в целости и невольно влёк к себе.
Вопрос о возрождении Бедийского собора ставился в 1912 году епископом Сухумским Андреем (князем А. А. Ухтомским), организовавшим к нему массовое паломничество.
В 100 метрах к западу от Бедийского собора находятся развалины большого каменного дворца с остатками сводов и колонн нижнего этажа, где располагалась трапезная и зал для собраний. На недостроенном втором этаже находились жилые помещения бедийских епископов. С севера к дворцу примыкала колокольня, через первый этаж которой имелся проход на территорию собора.
По состоянию на осень 2022 года, богослужения не ведутся, храм находится в запущенном состоянии, нуждается в реставрации, используется как экскурсионный объект.

## Церковная юрисдикция
Официально, согласно церковной юрисдикции, принадлежит Грузинской православной церкви, в частности, является одним из соборов Бичвинта и Цхумо-Абхазской епархии. На сегодняшний день фактически управляется неканонической Абхазской православной церковью.